# Leuctra armata
Leuctra armata är en bäcksländeart som beskrevs av Kempny 1899. Leuctra armata ingår i släktet Leuctra och familjen smalbäcksländor. Inga underarter finns listade i Catalogue of Life.